# José Cardozo
José Cardozo (19 de març de 1971) és un exfutbolista paraguaià que jugava de davanter.
Va formar part de l'equip paraguaià a la Copa del Món de 1998. Jugà durant deu anys al Toluca F.C. essent el seu màxim golejador històric amb 249 gols en 332 partits.